# Nickel (tiền xu Hoa Kỳ)
Nickel (còn có tên là five cents) là đồng xu trị giá năm xu đang lưu hành tại Hoa Kỳ, được đúc bởi Cục Đúc tiền Hoa Kỳ. Thành phần của đồng xu này kể từ năm 1866 là cupronickel (75% đồng và 25% nickel). Đồng xu có đường kính 0,835 inch (21,21 mm) và độ dày 0,077 inch (1,95 mm).
Tính đến năm 2020, chi phí để sản xuất đồng năm xu Jefferson là 6,53 xu. Tất cả chi phí về vật liệu, vận chuyển và phát hành là 7,42 xu. Cục Đúc tiền đang tìm các khả thể làm giảm đi chi phí đúc bằng việc thay thành phần kim loại.
Vì sự lạm phát, mãi lực của đồng tiền liên tục giảm và hiện nay chỉ có giá trị chưa đầy 1% mức lương tối thiểu hàng giờ của liên bang Mỹ.

## Thành phần, kích thước
Đồng xu nickel–5 xu hiện nay có đường kính 0,835 inch (tức 21,21 mm), độ dày 1,95 mm, trọng lượng 5 gram và có cạnh nhẵn. Đồng xu được tạo thành bởi đồng nickel (đồng trắng) vói tỉ lệ 75% đồng và 25% nickel. Trong quá khứ, thời kỳ còn là một đồng xu bạc với tên gọi half dime, nó có trọng lượng từ 1,24-1,35 gam (tùy hàm lượng bạc) và đường kính khoảng 16.5 mmm. Đồng 5 xu Shield Nickel có đường kính 20,5 mm, nhỏ hơn đường kính của các mẫu 5 xu sau này, bắt đầu từ Liberty Head Nickel và kéo dài đến tận ngày nay (đường kính 21,21 mm).

## Chi phí và đề xuất bãi bỏ
Trong thập kỷ đầu tiên của thế kỷ 21, giá hàng hóa đồng và nickel, vốn tạo nên đồng 5 xu, đã tăng đáng kể, đẩy chi phí sản xuất đồng nickel từ 3,46 xu trong năm tài chính 2003 lên 10,09 xu trong năm tài chính 2012. Chi phí này ở mức 6,53 xu cho mỗi đồng nickel 5 xu ở thời điểm 2020, giảm từ mức 6,59 xu hai năm liền kề trước đó. Giám đốc Cục Đúc tiền Hoa Kỳ Henrietta Fore vào năm 2004 đã yêu cầu Quốc hội tài trợ cho nghiên cứu về các lựa chọn thay thế chi phí thấp hơn (ý tưởng này mất hiệu lực do bà rời nhiệm sở năm 2005). Năm 2010, Quốc hội Hoa Kỳ thông qua Đạo luật Hiện đại hóa, Giám sát và Duy trì tiền xu (CMOCA), chỉ đạo Cục Đúc tiền tìm hiểu khả năng thay thế thành phần của các mệnh giá tiền xu Hoa Kỳ, từ một xu đến một đô la.
Nhằm tránh đồng năm xu bị nung chảy (vì hàm lượng kim loại, Cục Đúc tiền Hoa Kỳ đã đưa ra các quy định tạm thời mới vào ngày 14 tháng 12 năm 2006, quy định hình sự hóa việc nấu chảy và xuất khẩu đồng penny–1 xu (tính đến năm 2013 chi phí sản xuất là 1,83 xu) và nickel–5 xu. Những người vi phạm các quy tắc này có thể bị phạt tiền lên đến 10.000 đô la, 5 năm tù hoặc cả hai. Các quy tắc được hoàn thiện vào ngày 17 tháng 4 năm 2007. Quy định không áp dụng cho đồng 5 xu đúc bằng bạc, mangan và đồng (Wartime Nickel; 1942-1945). Việc gửi vận chuyển đồng xu 5 xu này bị giới hạn ở mức không quá 100 đô la Mỹ với lý do là tiền sử dụng hoặc các sản phẩm hóa tệ học và không với mục đích nung chảy. Với việc mang theo chúng với mục đích cá nhân, mức giới hạn là 5 đô la hoặc 25 đô la nếu chúng là các sản phẩm hóa tệ học hoặc dùng để giải trí. Mức phạt vi phạm điều khoản vận chuyển giao nhận, nung chảy là không quá 10.000 đô la Mỹ và/hoặc bị giam giữ không quá 5 năm.
Do có giá trị thấp và những bất tiện khi mang theo và đếm cũng như việc đúc ra đồng xu tốn nhiều tiền hơn giá trị của chính đồng xu, nhiều nhà bình luận đã đề xuất loại bỏ nickel–5 xu và penny–1 xu.

## Lịch sử mệnh giá

### Half dime

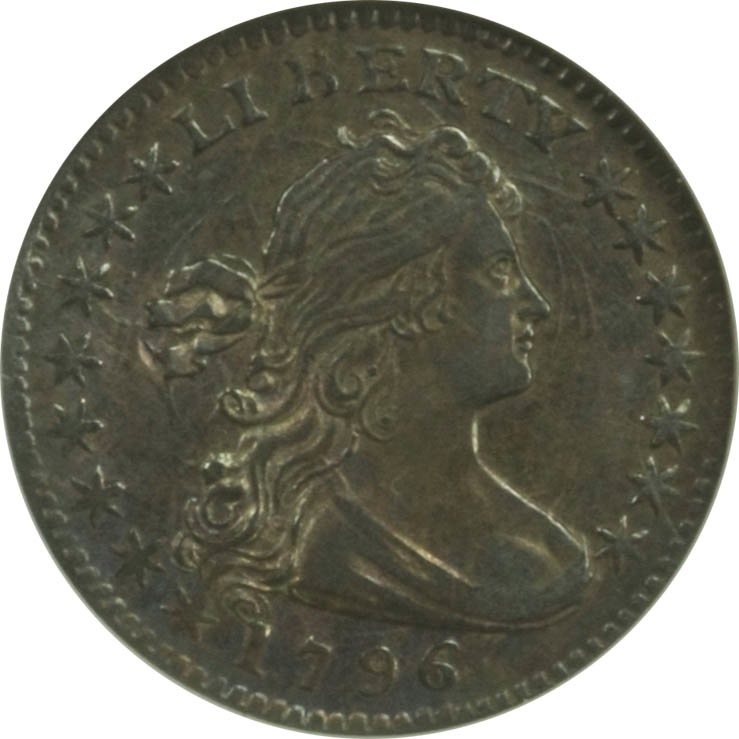
Half dime 1796

Trước khi phát hành đồng năm xu làm từ hợp kim cupronickel mang trị giá 5 xu Hoa Kỳ từng phát hành một đồng xu có thành phần là bạc, mang tên gọi half dime (nửa dime). Đồng xu bạc này được đúc từ năm 1795 đến năm 1873. Tuy đã được chuẩn thuận phát hành vào năm 1792, nhưng mãi đến năm 1795, các đồng xu bạc này mới đầu tiên được đúc và một số chúng được đúc với năm trên đồng xu là 1794. Trong thời gian phát hành, nó đã ba lần bị điều chỉnh hàm lượng bạc cũng như trọng lượng: 20.8 grain (1,35 gram) và hàm lượng bạc 89,24% (1795-1836), trọng lượng 20 5/8 grain (1,34 gram) và hàm lượng bạc 90% (1837-1853), 19,2 grain (1,24 gram) và hàm lượng bạc 90% (1853-1873). Các thiết kế của chúng nhìn chung có Nữ thần Tự do ở mặt chính và đại bàng ở mặt sau. Hình đại bàng đã bị thay thế bằng một vòng hoa trong giai đoạn 1837-1857.

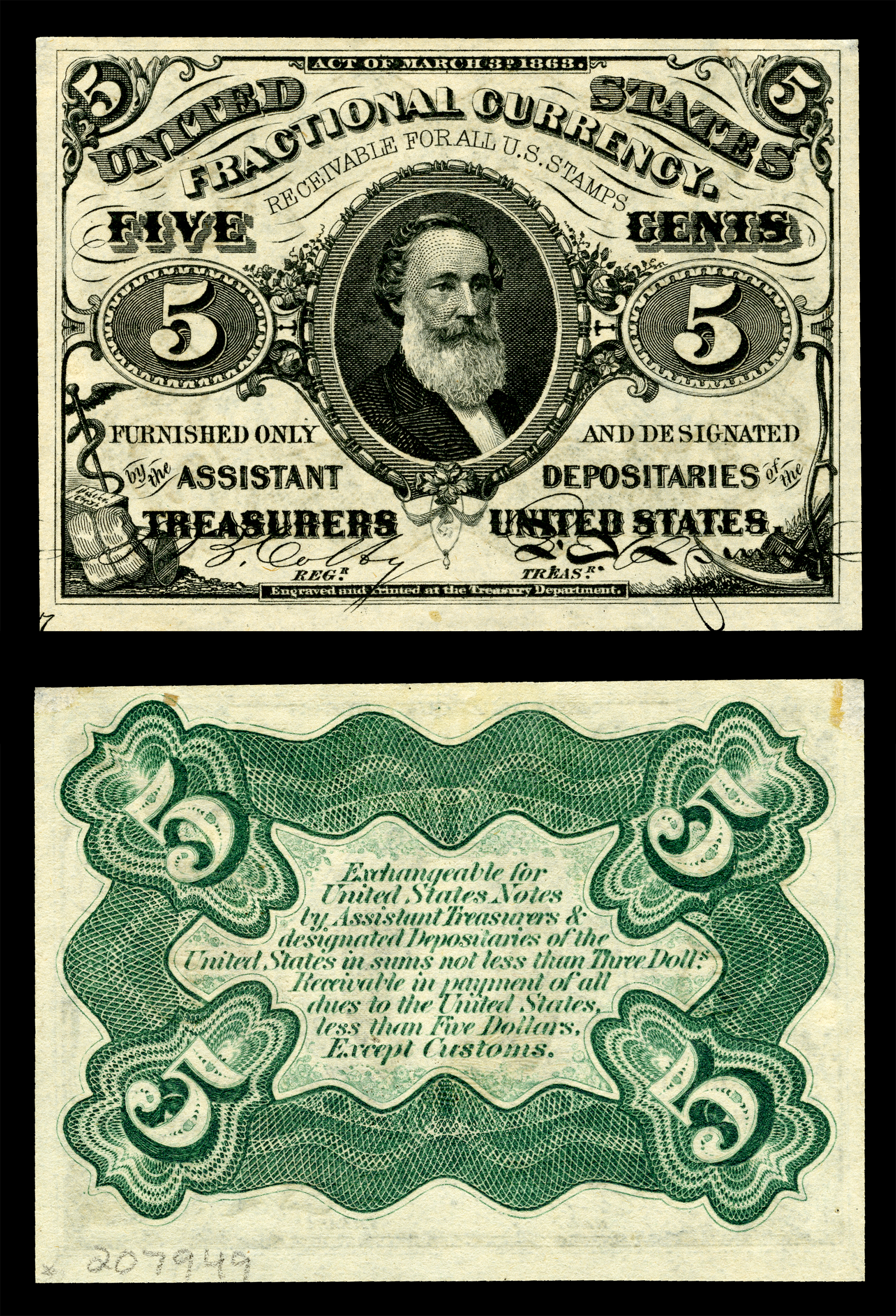
Giấy bạc 5 xu in hình Spencer M. Clark

### Giấy bạc 5 xu
Nội chiến Hoa Kỳ gây ra khó khăn kinh tế, khiến vàng và bạc không được lưu thông, bị tích trữ. Nhằm thích ứng với hoàn cảnh này, Quốc hội cho lưu hành tiền giấy mệnh giá lẻ (dưới một đô la) với tờ tiền giấy nhỏ nhất là 3 xu. Đồng tiền giấy 5 xu được thông qua năm 1864, với chân dung được thông qua là của ông Clark. Tuy vậy, họ thực sự thất kinh khi tờ tiền được phát hành không phải là chân dung nhà thám hiểm William Clark mà lại là chân dung Trưởng Cục Tiền Tệ Spencer M. Clark. Theo nhà nghiên cứu lịch sử và hóa tệ học Walter Breen: phản ứng tức giận tức thì của Quốc hội là thông qua đạo luật loại bỏ tiền mệnh giá 5 xu và một đạo luật khác cấm đưa bất kỳ chân dung người sống nào trên đồng xu hoặc tiền tệ của liên bang.

### Năm xu Nickel
Việc tiến hành đúc đồng xu trị giá 5 xu tiếp nối khả thể đồng xu không có thành phần kim loại quý được tiến hành sau khi đưa vào lưu thông các đồng xu giá trị hai xu và ba xu.
Cục Đúc tiền bắt đầu đúc tiền 5 xu mới từ năm 1866 và vẫn đúc song hành đồng xu bạc half dime cho đến năm 1873.  Đồng xu này có thành phần là nickel và trước đó được vận động từ nhà công nghiệp Joseph Wharton, người cuối cùng thu được nhiều lợi nhuận với thay đổi này, do ông đang thực sự nắm độc quyền về sản xuất kim loại này. Thiết kế đầu tiên trong thời kỳ này là Shield nickel (1866 đến 1883), có thiết kế mặt chính là Khiên Liên Minh dưới khẩu hiệu In God We Trust, mặt sau gồm số 5, 13 ngôi sao và các tia. Thiết kế này không được đánh giá cao về tính thẩm mỹ. Tạo chí Hóa tệ học Hoa Kỳ đánh giá nó là đồng xu xấu xí nhất trong số tất cả các đồng xu từng được biết. Thiết kế Shield Nickel sau đó được thay thế bằng thiết kế Liberty Head. Từ năm năm 1913, đồng xu năm xu mang thiết kế Buffalo Nickel, Một thiết kế mang tính biểu tượng James Earle Fraser. Mặt chính đồng tiền phác họa chân dân một tù trưởng da đỏ bản địa Mỹ và mặt sau là một con bò bison châu Mỹ. Con bò bison này trở thành động vật thứ hai được xuất hiện trên một đồng tiền lưu hành tại Mỹ.
Đồng xu năm xu hiện nay mang thiết kế mặt chính là hình Tổng thống Hoa Kỳ Thomas Jefferson, nên nó quen được gọi là Jefferson Nickel, chính thức đưa vào lưu thông kể từ năm 1938, với hai năm ngắn đổi thiết kế mặt sau (2004 và 2005) và một năm đổi mặt trước (2005). Giữ nguyên mặt sau của đồng xu năm xu từ năm 1938 đến năm 2003, từ năm 2006, mặt chính đồng xu thay thế và sử dụng ảnh chân dung khác của Jefferson.

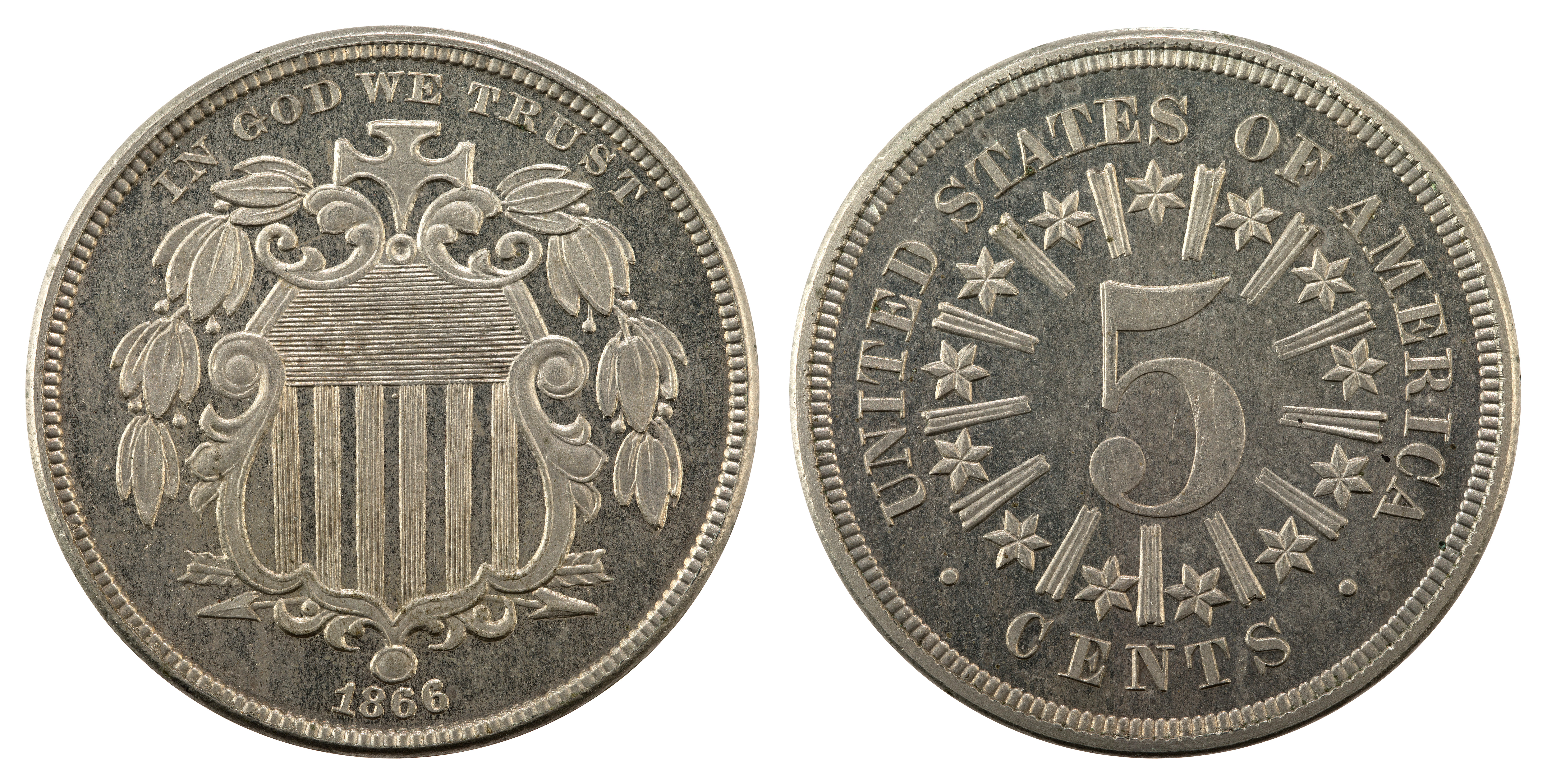
Shield Nickel (1866 – 1883)
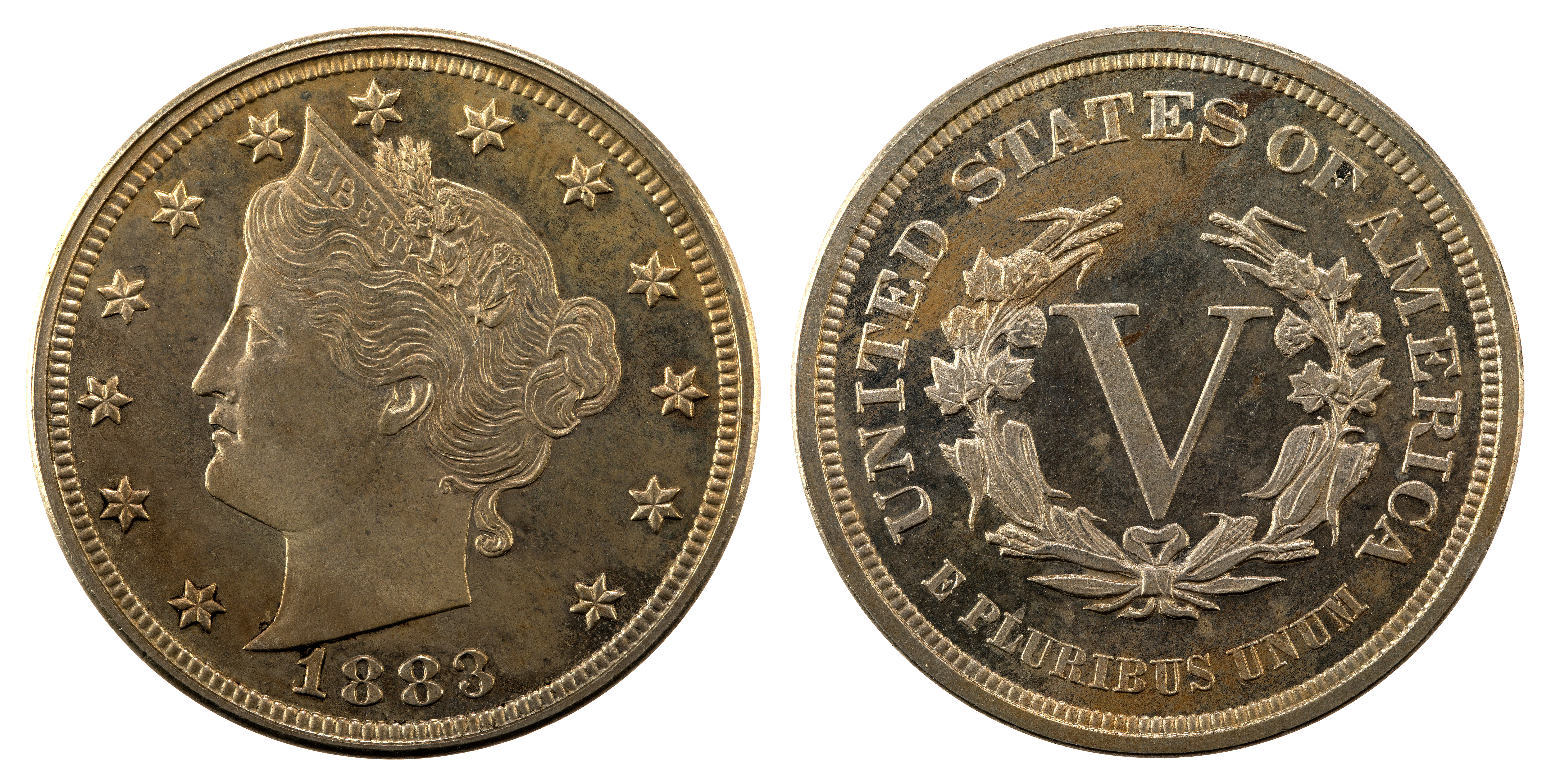
Liberty Head Nickel (1883 – 1913)
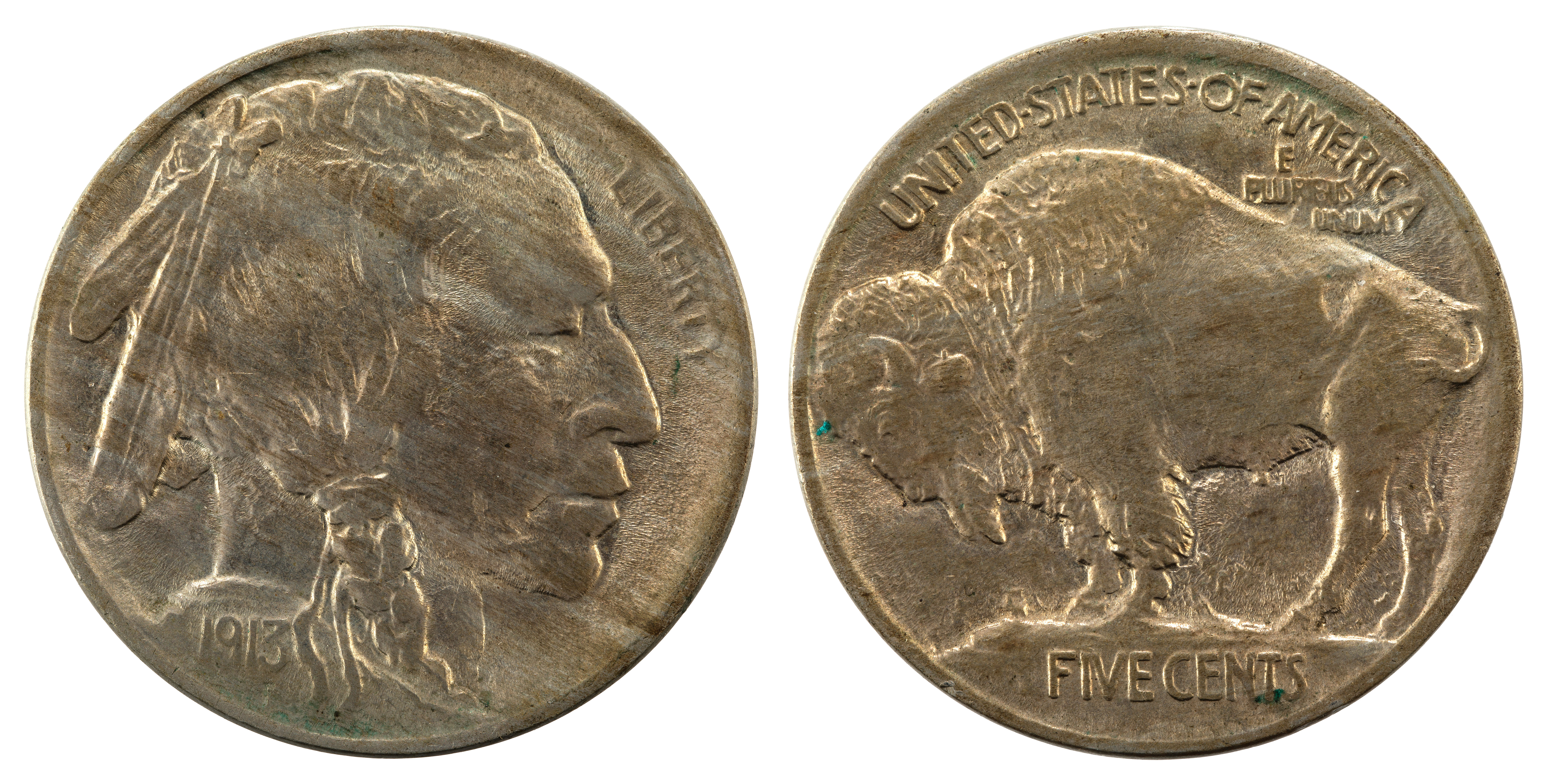
Buffalo Nickel (1913 – 1938)
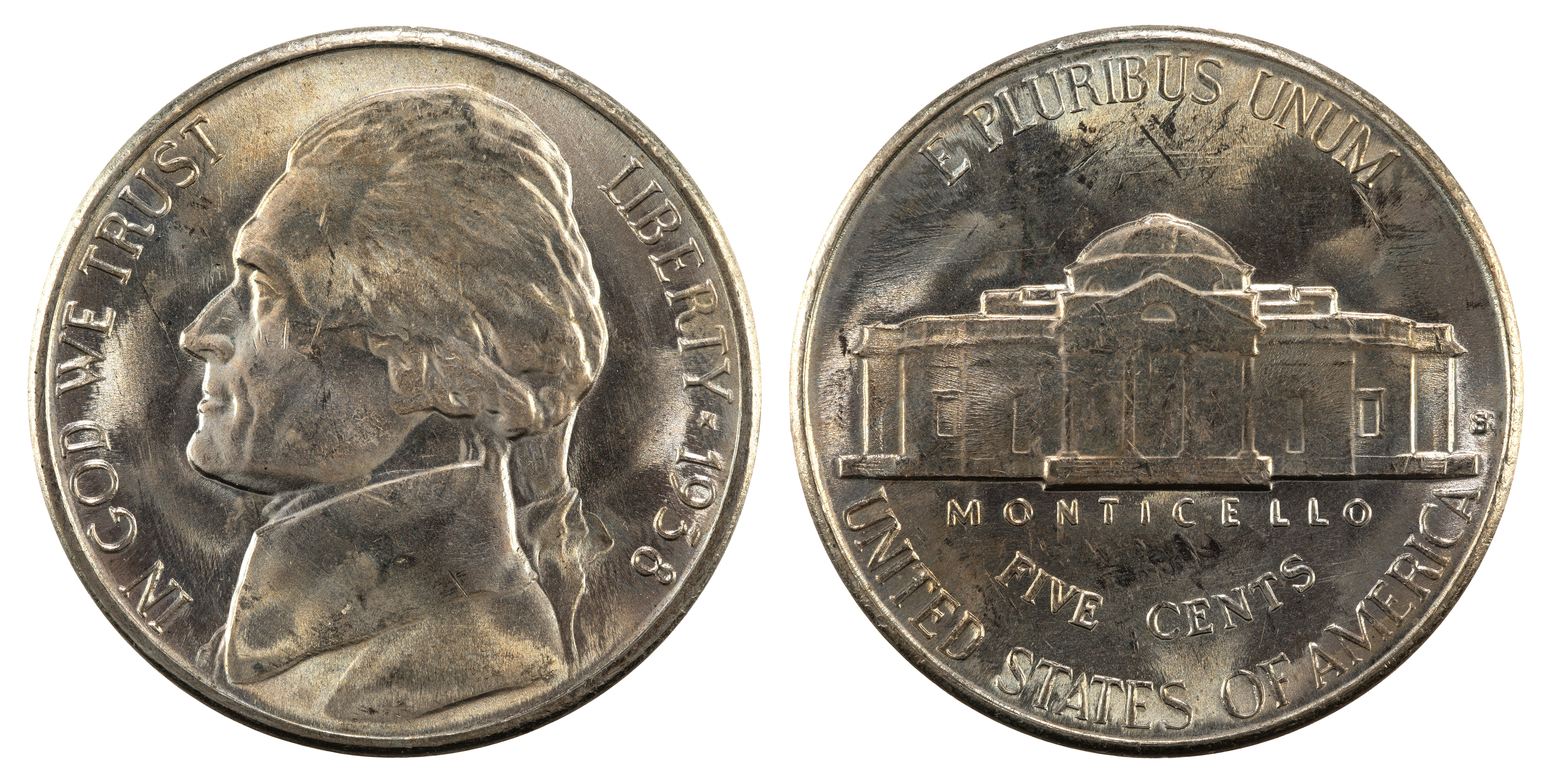
Jefferson Nickel (1938 – 2003)